# Lac Sacacomie

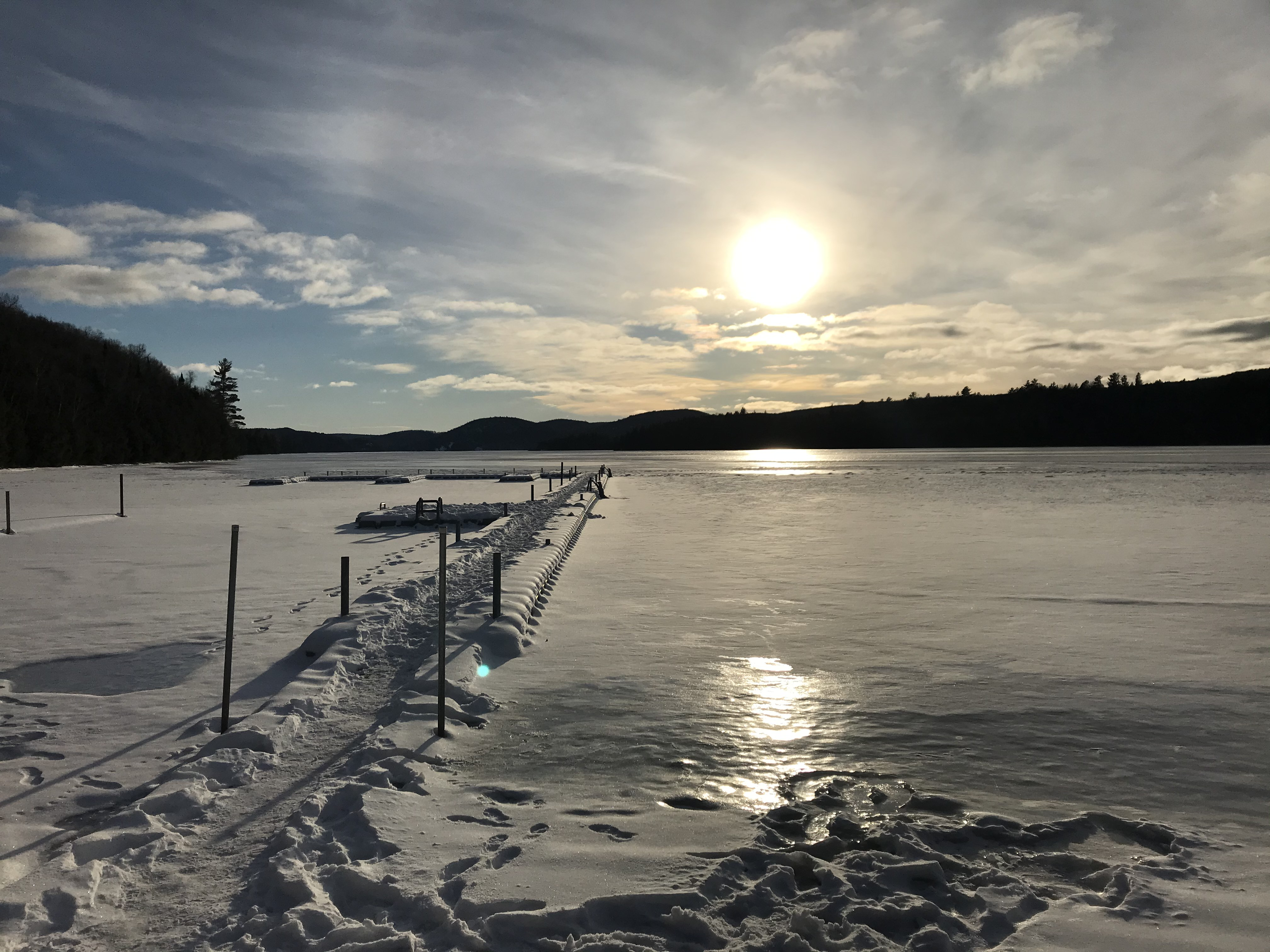
Lac Sacacomie saisi par la glace

Le lac Sacacomie est un plan d'eau douce situé dans la municipalité de Saint-Alexis-des-Monts, dans Maskinongé, sur la rive-nord du fleuve Saint-Laurent, au Québec, au Canada.

## Géographie
Situé à 35 km à l'ouest de Shawinigan, le lac Sacacomie ressemble à deux rectangles juxtaposés dans le sens nord-sud, lesquels sont séparés par deux importantes presqu'iles pointant vers la Grosse Île qui domine au centre du lac. Trois autres petites iles de moindre importance émergent : l'île de Terre, l'île Pauvre et l'île aux Pins qui est plutôt considérée comme un îlot. Le lac comporte cinq anses profondes dont trois sur la rive nord et deux sur la rive sud. 
Le lac s'alimente surtout de :
- côté nord-ouest : la décharge des lacs Steven, Lac Welly ;
- côté nord : la décharge du lac des Atocas ;
- côté nord : la décharge du lac Canitchez ;
- côté sud : la décharge des lacs : "Sans Limite", "lac du Milieu", "lac d'en Bas" et "lac Bellemare" ;
- côté sud : la décharge du lac Morin.
- côté sud-ouest : le ruisseau de la Chute Noire qui s'alimente au Lac au Foin et un autre lac sans nom ;
- côté sud-ouest : la décharge du lac du Jardin et quelques autres petits lacs ;
- côté ouest : un ruisseau de montagne et un petit lac sans nom.

Le lac Sacacomie se décharge du côté est. Les eaux coulent alors vers sud-est jusqu'à un petit lac que le courant traverse. Puis les eaux descendent encore pour traverser un second petit lac formé par l'élargissement de la rivière. Les eaux continuent de couler en milieu forestier et agricole jusqu'au "lac Saint-Alexis", situé au village de Saint-Alexis-des-Monts, où la rivière Sacacomie se déverse au cœur du village dans la rivière du Loup (Mauricie).
La rivière Sacacomie est située au nord du bassin versant de la "rivière aux Écorces", au sud du "Ruisseau Carufel" et à l'ouest de la rivière du Loup (Mauricie).

## Toponymie
La graphie de ce toponyme a été officialisée par le biais de la description du canton de De Calonne, dont le procès-verbal a été effectué en 1870 par l'arpenteur Télesphore Chavigny de La Chevrotière. Le terme "Sacacomie" figure notamment sous la graphie "Saghackhomi" dans le journal de voyage en 1749 de Pehr Kalm au Canada. Ce terme représente une plante appelée Jackashapuck par Linné ; initialement, le naturaliste suédois l'avait trouvée au cap aux Oies, dans Charlevoix. Il indique qu'elle pousse en abondance dans les terrains secs des collines rocheuses et qu'une partie de ses baies sont remplies d'une farine enrobée par la coquille des grains.
Les colons d'ascendance française en ramassaient pour mélanger à leur tabac et ils l'appellent sagackomi. Selon plusieurs, ajoute-t-il, ce mélange est nuisible aux poumons ; conséquemment d'autres Français, notamment dans la région de Trois-Rivières, mélangent plutôt le vinaigrier au tabac. Pehr Kalm identifie lui-même cette plante comme étant Arctostaphylos Uva-Ursi dont le nom générique, selon Marie-Victorin, signifie "raisin d'ours". Si le mot "sacacomi" a comme radical sakaw, allumer, selon Jean-André Cuoq, ou est l'équivalent de sakahamaw, allume-lui le calumet – par extension donne-lui du tabac à fumer.
Ce terme s'avère énigmatique car selon le naturaliste Kalm, cette plante que les Indiens mélangeaient à leur tabac n'était pas Arctostaphylos Uva-Ursi, mais Lonicera caulibus repentibus, une sorte de chèvrefeuille. Les Abénaquis connaissent ce plan d'eau sous la dénomination Sagakhimen, du bleuet.
Le toponyme "Lac Sacacomie" a été officialisé le 5 décembre 1968 à la Banque des noms de lieux de la Commission de toponymie du Québec.